# Joseph Freinademetz
 Joseph Freinadametz (ou Josef) (15 avril 1852 - 28 janvier 1908) est un prêtre Ladin, devenu missionnaire de la Société du Verbe-Divin, et qui œuvra en Chine jusqu'à sa mort.
Il est commémoré le 28 janvier selon le Martyrologe romain.

## Biographie

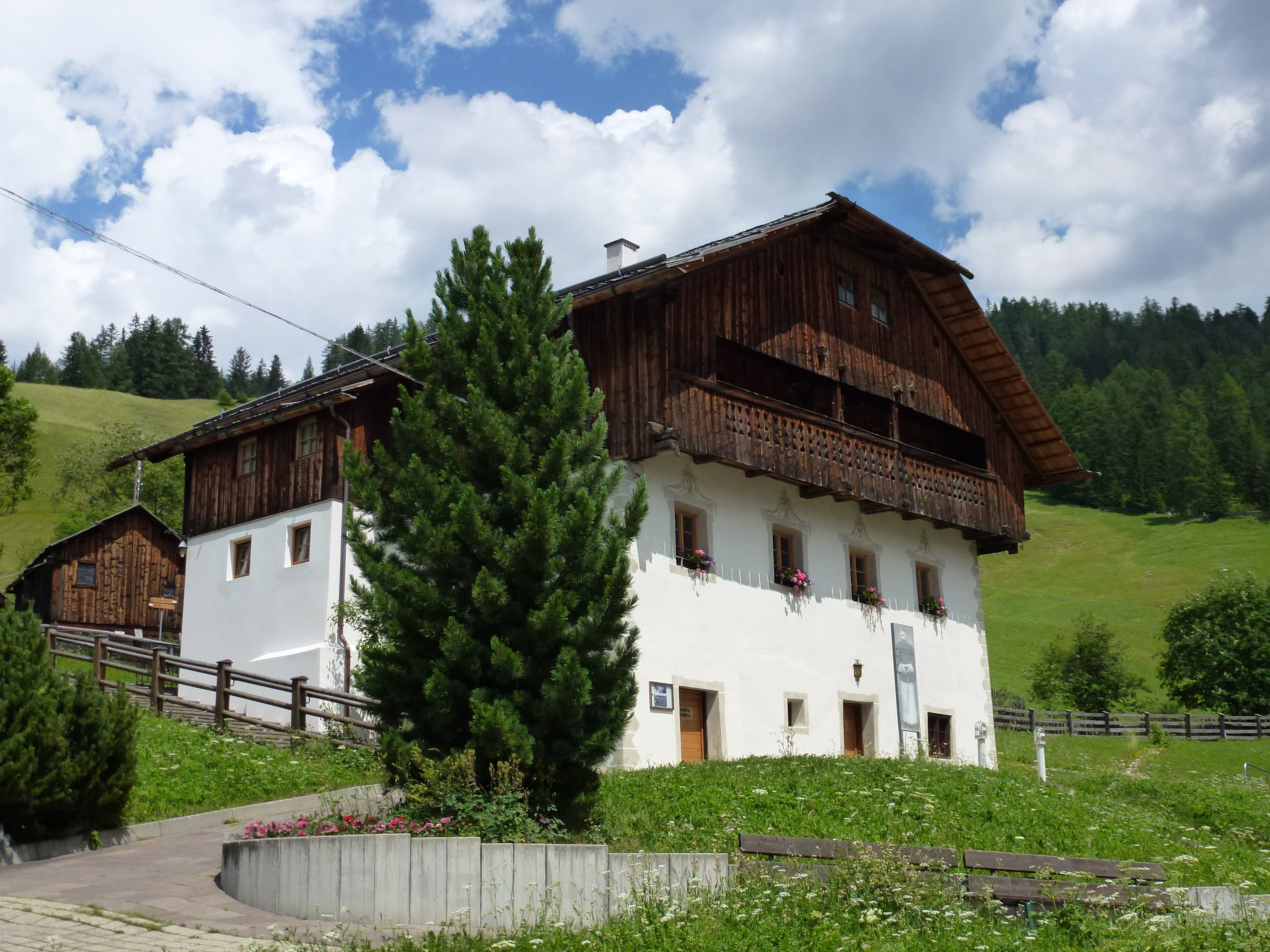
Sa maison natale à Oies.

Joseph est né le 15 avril 1852 à Oies, un tout petit village des Dolomites, dépendant à l'époque de l'Empire austro-hongrois. Sa famille est nombreuse et pauvre. Il hérite d'une foi solide, simple, et d'une forte volonté. 
Voulant consacrer sa vie à l'Église et dans un second temps à la mission, il entre au séminaire de Bressanone où il apprend sept langues, afin de se préparer à la vie qu'il envisage.
Il est ordonné prêtre le 25 juillet 1875 et rejoint le village où il est curé, étant fort apprécié par ses paroissiens. 
Toutefois, peu de temps après, il entre en relations avec Arnold Janssen, fondateur de la Société du Verbe Divin, qui lui fait intégrer la maison-mère de Steyl en Limbourg en 1878. Et, le 2 mars 1879, il s'embarque pour la Chine avec le père Johann Baptist von Anzer. 
Après un séjour de préparation de deux ans à Hong Kong, il arrive en 1881 dans la mission du Shandong, province de douze millions d'habitants, avec seulement 158 chrétiens.

## En Chine
Les premières années sont très difficiles, les déplacements longs et dangereux, dans un pays où les Européens sont mal vus, y compris les missionnaires. Le père Joseph est pourchassé, molesté, doit aller sans cesse d'une implantation à l'autre, dans un pays où rien ne lui est facilité. Toutefois, son espérance et sa foi profondes lui font dire : « Je ne considère pas la vie missionnaire comme un sacrifice que j’offre à Dieu, mais comme la plus grande grâce que Dieu pouvait me donner ».
Il veut rester proche des gens, du petit peuple qu'il évangélise, refusant l'épiscopat, et demandant au père Jean-Baptiste Anzer de devenir évêque à sa place, mais assurant tout de même sa charge, en plus des siennes, quand celui-ci doit s'absenter.
Les gens ont coutume de l'appeler shèng fú ruòsè, « le prêtre du bonheur » en chinois, et le comparent à Confucius tant ils trouvent que leurs vertus morales étaient semblables.
Joseph comprend très vite l'importance et le rôle des laïcs dans la mission, en particulier des catéchistes. Il se consacre donc longuement à leur formation et écrit à leur intention un manuel en chinois. Par ailleurs, il fait de gros efforts pour la préparation spirituelle des prêtres chinois, insistant là aussi sur leur formation théologique et humaine.
Épuisé par ses lourdes tâches, il est atteint par la tuberculose et doit limiter son activité en partant se reposer au Japon. Mais, quand en 1907, une épidémie de typhus éclate dans le diocèse de Yanzhou, il revient en Chine et s'épuise à soutenir et à soigner les malades, finissant par être lui-même atteint. En 1908, il retourne au siège de l'évêché à Taikia (aujourd'hui Daizhuang dans le district de Rencheng placé sous la juridiction de la ville-préfecture de Jining) où il meurt. Rapidement, son tombeau devient un lieu de pèlerinage pour les chrétiens de là-bas.

## Béatification, canonisation
- Joseph Feinademetz fut béatifié le 9 octobre 1975 par le pape Paul VI.
- Et canonisé le 5 octobre 2003 par le pape Jean-Paul II.
- Sa fête a été fixée le 28 janvier[1].

## Citations
- De Joseph Freinademetz : 

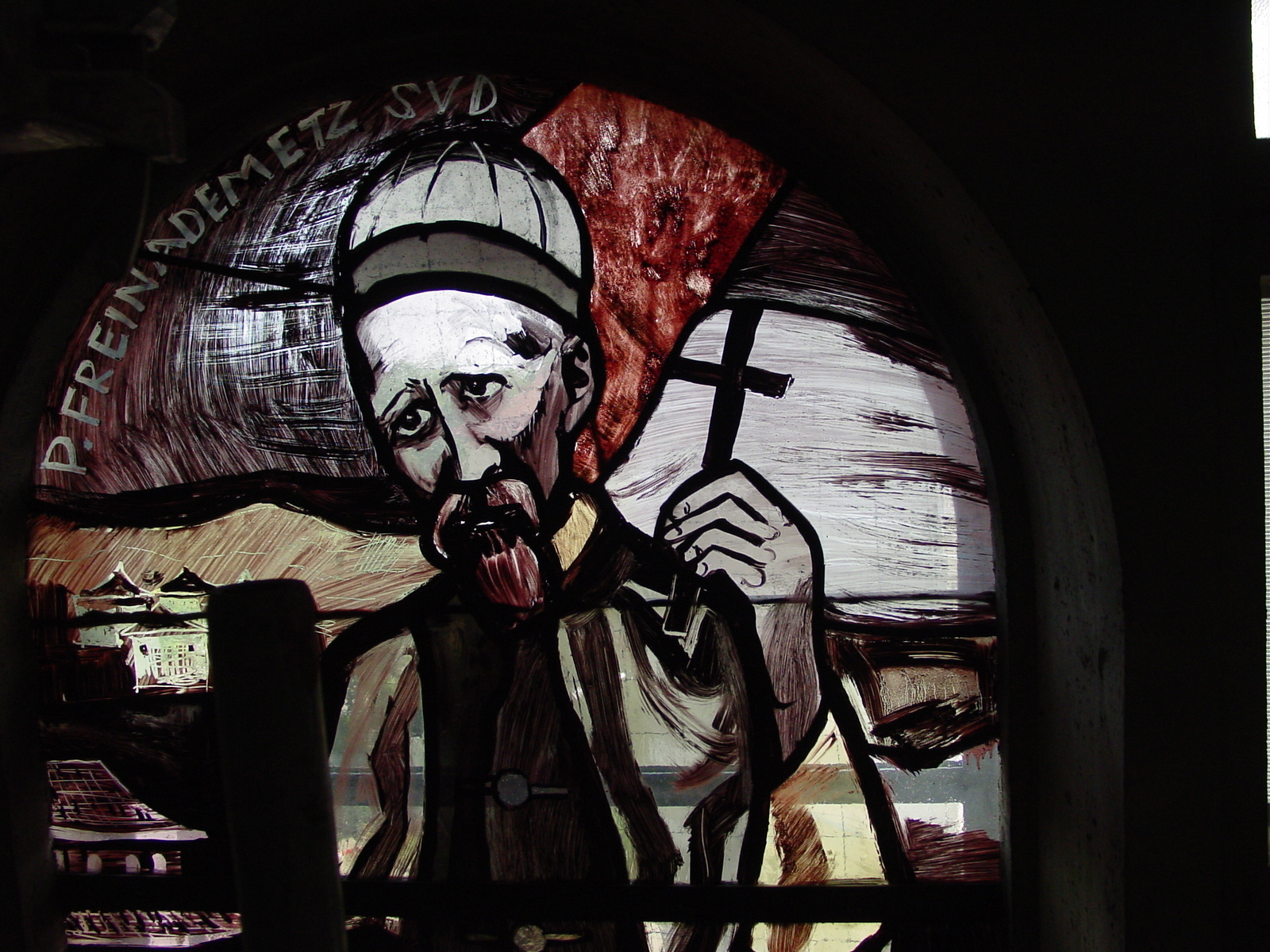
Saint Joseph Freinademetz sur un vitrail de l'église paroissiale de Liesing, Pfarrkirche Liesing, à Vienne.

  - « Le langage que tous les peuples comprennent est celui de l’amour ».
  - « J'aime la Chine et les Chinois. Je ne veux que mourir parmi eux et être enterré au milieu d'eux ».
- Prière pour la canonisation de Joseph :

« Dieu de tous les peuples et nations, Ton Esprit a poussé le Bienheureux Joseph à proclamer la Bonne Nouvelle du Salut au peuple de Chine. Pour la gloire de ton Nom, et celle de la Mission de l'Église, permets que le Bienheureux Joseph soit reconnu au nombre des saints. Nous Te le demandons au nom de Jésus. Amen ».

## Littérature
- J. Reuter, Joseph Freinademetz, modèle missionnaire et nôtre ami auprès de Dieu (Novena). Bandundu (R.D. du Congo) 1985, 29 pp.
- J. Reuter, Le bienheureux Joseph Freinademetz et ses relations avec le peuple chinois. Canada 1984, 22 pp.
- Fritz Bornemann SVD, As wine poured out. Blessed Joseph Freinademetz. Missionary in China 1879-1908, Divine Word Missionaries, Rome 1984, 485 pp.
- Josef Alt, SVD (ed.), Arnold Janssen SVD, Briefe nach China. Band I: 1879-1897, (Studia Instituti Missiologici SVD 73), Steyler Verlag, Nettetal 2000, 447 pp.,  (ISBN 3-8050-0446-X).
- Josef Alt (ed.), Arnold Janssen SVD, Briefe nach China. Bd. II: 1897-1904, (Studia Instituti Missiologici SVD 74), Steyler Verlag: Nettetal 2001, XXI + 374 pp.,  (ISBN 3-8050-0447-8).
- Josef Alt (ed.), Arnold Janssen SVD, Briefe nach China. Bd. III: 1904-1908, (Studia Instituti Missiologici SVD 75), Steyler Verlag: Nettetal 2002, XV + 313 pp.,  (ISBN 3-8050-0448-6).
- Josef Alt (ed.), Arnold Janssen SVD, Letters to China. Vol 1: 1879-1897, (Studia Instituti Missiologici SVD 80), Steyler Verlag: Nettetal 2003, 544 pp.,  (ISBN 3-8050-0490-7).
- Josef Hollweck, Josef Freinademetz, Ein Leben im Dienst der Menschen Chinas, 2003, Steyler Verlag: Nettetal 2003, 48 S.,  (ISBN 3-8050-0499-0)
- Paul B. Steffen, Witness and Holiness, the Heart of the Life of Saint Joseph Freinademetz of Shandong, in: Studia Missionalia 61 (Roma 2012) 257-392,  (ISBN 978-88-7839-225-0).
- Paul B. Steffen, « Témoignage et Sainteté : le Cœur de la vie de saint Joseph Freinademetz », in Verbum SVD 54:4 (2013), p. 451-483.

## Sources
- L'Osservatore Romano : 2003 n.40 p.1-3
- La Documentation catholique : 1975 p.1040 - 2003 n.22 p.1122-1123